# Гютшов, Торстен
То́рстен Йенс Гю́тшов (нем. Torsten Jens Gütschow; род. 28 июля 1962, Гёрлиц, ГДР) — немецкий футболист и футбольный тренер. Лучший бомбардир трёх последних розыгрышей чемпионата ГДР, последний футболист, удостоенный звания лучшего игрока года в ГДР.

## Карьера

### Клубная
Торстен Гютшов играл за юношескую команду «Трактор» (Цодель) с 1968 года, затем — за «Динамо» из Гёрлица. В возрасте 14 лет Гютшов перешёл в дрезденское «Динамо», в молодёжной команде которого провёл 4 года. На сезон 1980/81 Торстен Гютшов также был включён в заявку молодёжной команды, но в ходе сезона стал появляться на поле и в основном составе, в результате принял участие в 14 матчах и забил 3 гола. Постепенно Гютшов закрепился в команде, начали проявляться и его бомбардирские способности: в сезоне 1984/85 Торстен стал лучшим снайпером дрезденского клуба с 17 мячами. К тому моменту Торстен Гютшов уже трижды выигрывал с «Динамо» Кубок ГДР.
Следующие два года были омрачены для Гютшова серьёзной травмой — так, за два сезона (1985/86 и 1986/87) он отыграл всего 11 матчей. Тем не менее он сумел снова набрать форму и вернуться в большой футбол, составив мощный атакующий дуэт с Ульфом Кирстеном. Очень успешным для Торстена Гютшова и его команды выдался сезон 1988/89: динамовцы Дрездена через 11 лет после предыдущей победы выиграли чемпионат ГДР, а Гютшов впервые стал лучшим бомбардиром первенства. В розыгрыше Кубка УЕФА «Динамо» в 1/8 финала прошло итальянскую «Рому», забив в каждом матче по два безответных мяча, причём в обоих случаях счёт открывал Гютшов. На стадии четвертьфинала дрезденский клуб обыграл румынскую «Викторию»: первый матч завершился вничью, а в ответной встрече «Динамо» победило 4:0, Торстен Гютшов отметился дублем. Несмотря на поражение в полуфинале от западногерманского «Штутгарта», Гютшов стал лучшим бомбардиром турнира с 7 мячами.
Следующий сезон ознаменовался победами и в чемпионате, и в Кубке, а Гютшов вновь стал лучшим бомбардиром. Лишь еврокубковая кампания динамовцев оказалась неудачной, завершившись уже в первом раунде КЕЧ 1989/90 проигрышем по сумме двух матчей греческому чемпиону АЕКу. В последнем розыгрыше чемпионата ГДР «Динамо» заняло второе место и получило путёвку в Бундеслигу. Торстен Гютшов вновь стал лучшим бомбардиром сезона, а также был признан лучшим футболистом года в ГДР, став последним обладателем этого титула. В Кубке европейских чемпионов 1990/91 оба матча со шведским «Мальмё» завершились со счётом 1:1, оба динамовских мяча забил Гютшов. Послематчевые пенальти всё же принесли победу «Динамо» — 7:6. Соперником дрезденцев на четвертьфинальной стадии стала «Црвена Звезда». На тот момент КЕЧ стал для «Динамо» обузой, поскольку клуб боролся за попадание в Бундеслигу — об этом, в частности, напрямую заявил накануне первого матча главный тренер «Динамо» Райнхард Хефнер. Югославская команда подтвердила статус фаворита, выиграв 3:0 в Белграде и 2:1 в Дрездене, хотя Гютшов и открыл счёт с пенальти. Ответная встреча из-за беспорядков на трибунах была прервана на 78-й минуте, «Динамо» засчитали техническое поражение 0:3 и на два года отлучили от еврокубков. Всего в том розыгрыше Торстен Гютшов забил в ворота соперников 5 мячей в 6 матчах.
Первый сезон в Бундеслиге «Динамо» завершило на 14-м месте, а Торстен с 10 мячами стал лучшим снайпером команды. В сезоне 1992/93 Гютшов отыграл всего 8 матчей и в декабре перешёл в турецкий «Галатасарай», который тогда возглавлял немецкий тренер Карл-Хайнц Фельдкамп, помимо Гютшова за этот клуб тогда играли немцы Фалько Гёц и Райнхард Штумпф. Торстен принял участие в 15 матчах лиги, в которых забил 10 мячей, стал чемпионом и обладателем Кубка Турции, но, несмотря на это, разорвал контракт, рассчитанный ещё на один сезон и вернулся в Германию. Его возвращение нельзя назвать успешным — сыграв за «Карл Цейсс» 9 матчей во второй Бундеслиге он ни разу не забил. Покинув Йену, Торстен Гютшов отыграл ещё два сезона в клубах второй Бундеслиги — «Ганновере 96» и «Кемницере». Этот период стал для Гютшова более удачным — он забил 16 и 15 мячей в каждом сезоне, но последний закончился вылетом «Кемницера».
Летом 1996 года Торстен Гютшов вернулся в дрезденское «Динамо», которое к тому моменту играло в северо-восточной зоне Региональной лиги. Родной команде он отдал ещё три года, прежде чем завершить выступления в 1999 году. Всего за «Динамо» (Дрезден) Торстен Гютшов провёл 329 матчей в чемпионатах ГДР и Германии, забил 149 мячей. Только два футболиста сыграли больше — Ханс-Юрген Дёрнер и Райнхард Хефнер.

### В сборной
Торстен Гютшов начал привлекаться в юношескую сборную ГДР в 1979 году, сыграл за неё 4 матча, забил 3 гола. С 1981 по 1983 год он выступал за молодёжную сборную, в составе которой провёл 16 матчей и отличился 4 раза.
В первой сборной ГДР Гютшов дебютировал 16 февраля 1984 года, в товарищеской игре со сборной командой Греции в Афинах. Гости победили со счётом 3:1, третий гол — на счёту Гютшова. 12 сентября того же года восточные немцы снова встречались с Грецией, на сей раз в Цвиккау. Матч завершился минимальной победой сборной ГДР, единственный мяч провёл Торстен Гютшов. Третьего матча за сборную Гютшову пришлось ждать 4 с половиной года, 22 марта 1989 года он вышел на замену после первого тайма в товарищеском матче против сборной Финляндии. Эта игра стала для Гютшова последней за сборную.
Таким образом, всего в составе сборной ГДР Торстен Гютшов провёл 3 товарищеских матча, в которых забил 2 мяча.

### Тренерская
В качестве тренера Торстен Гютшов работал с резервистами «Бохума», а с июля 2003 года по конец января 2004 года был главным тренером клуба «Обернойланд». В 2006 году он был назначен главным тренером «Хеслингена», в первом же сезоне вывел клуб в Оберлигу и работал с ним до расформирования. В 2014 году четыре месяца возглавлял «Нойштрелиц». Работа с «Будиссой» окончилась неудачей — клуб вылетел из Региональной лиги. Сейчас с семьёй проживает в Цевене.

## Достижения

### Командные
- Чемпион ГДР (2): 1988/89, 1989/90
- Обладатель Кубка ГДР (4): 1981/82, 1983/84, 1984/85, 1989/90
- Чемпион Турции: 1992/93
- Обладатель Кубка Турции: 1992/93

### Личные
- Футболист года в ГДР: 1991
- Лучший бомбардир чемпионата ГДР (3): 1988/89, 1989/90, 1990/91
- Лучший бомбардир Кубка УЕФА: 1988/89
- Лучший бомбардир в истории дрезденского «Динамо»: 189 голов

## Сотрудничество со Штази
Как и некоторые другие футболисты дрезденского «Динамо», Торстен Гютшов был информатором Министерства госбезопасности ГДР. Он был завербован в возрасте 18 лет, по его словам, сотрудники Штази угрожали ему отлучением от спорта и службой в армии в случае его несогласия.

## Статистика выступлений
| Клуб                  | Сезон             | Лига | Лига | Кубки | Кубки | Еврокубки | Еврокубки | Прочие | Прочие | Итого | Итого |
| Клуб                  | Сезон             | Игры | Голы | Игры  | Голы  | Игры      | Голы      | Игры   | Голы   | Игры  | Голы  |
| --------------------- | ----------------- | ---- | ---- | ----- | ----- | --------- | --------- | ------ | ------ | ----- | ----- |
| Динамо (Дрезден)      | 1980/81           | 14   | 3    | 0     | 0     | 0         | 0         | 0      | 0      | 14    | 3     |
| Динамо (Дрезден)      | 1981/82           | 15   | 4    | 5     | 2     | 3         | 0         | 0      | 0      | 23    | 6     |
| Динамо (Дрезден)      | 1982/83           | 25   | 9    | 4     | 1     | 2         | 0         | 0      | 0      | 31    | 10    |
| Динамо (Дрезден)      | 1983/84           | 20   | 7    | 3     | 2     | 0         | 0         | 0      | 0      | 23    | 9     |
| Динамо (Дрезден)      | 1984/85           | 26   | 17   | 8     | 3     | 6         | 1         | 0      | 0      | 40    | 21    |
| Динамо (Дрезден)      | 1985/86           | 9    | 0    | 3     | 0     | 2         | 0         | 0      | 0      | 14    | 0     |
| Динамо (Дрезден)      | 1986/87           | 2    | 0    | 1     | 0     | 0         | 0         | 0      | 0      | 3     | 0     |
| Динамо (Дрезден)      | 1987/88           | 20   | 9    | 4     | 2     | 2         | 0         | 0      | 0      | 26    | 11    |
| Динамо (Дрезден)      | 1988/89           | 26   | 17   | 3     | 2     | 9         | 7         | 0      | 0      | 38    | 26    |
| Динамо (Дрезден)      | 1989/90           | 25   | 18   | 6     | 10    | 1         | 1         | 1      | 0      | 33    | 29    |
| Динамо (Дрезден)      | 1990/91           | 26   | 20   | 3     | 1     | 6         | 5         | 1      | 1      | 36    | 27    |
| Динамо (Дрезден)      | 1991/92           | 31   | 10   | 3     | 1     | 0         | 0         | 0      | 0      | 34    | 11    |
| Динамо (Дрезден)      | 1992/93           | 8    | 2    | 0     | 0     | 0         | 0         | 0      | 0      | 8     | 2     |
| Динамо (Дрезден)      | Итого             | 247  | 116  | 43    | 24    | 31        | 14        | 2      | 1      | 323   | 155   |
| Динамо II (фарм-клуб) | 1985/86           | 2    | 4    | -     | -     | -         | -         | 0      | 0      | 2     | 4     |
| Динамо II (фарм-клуб) | 1986/87           | 7    | 1    | -     | -     | -         | -         | 0      | 0      | 7     | 1     |
| Динамо II (фарм-клуб) | 1987/88           | 5    | 10   | -     | -     | -         | -         | 0      | 0      | 5     | 10    |
| Динамо II (фарм-клуб) | Итого             | 14   | 15   | 0     | 0     | 0         | 0         | 0      | 0      | 14    | 15    |
| Галатасарай           | 1992/93           | 15   | 10   | 4     | 2     | 0         | 0         | 0      | 0      | 19    | 12    |
| Галатасарай           | Итого             | 15   | 10   | 4     | 2     | 0         | 0         | 0      | 0      | 19    | 12    |
| Карл Цейсс            | 1993/94           | 9    | 0    | 2     | 0     | -         | -         | 0      | 0      | 11    | 0     |
| Карл Цейсс            | Итого             | 9    | 0    | 2     | 0     | 0         | 0         | 0      | 0      | 11    | 0     |
| Ганновер 96           | 1994/95           | 33   | 16   | 2     | 1     | -         | -         | 0      | 0      | 35    | 17    |
| Ганновер 96           | Итого             | 33   | 16   | 2     | 1     | 0         | 0         | 0      | 0      | 35    | 17    |
| Кемницер              | 1995/96           | 34   | 15   | 2     | 2     | -         | -         | 0      | 0      | 36    | 17    |
| Кемницер              | Итого             | 34   | 15   | 2     | 2     | 0         | 0         | 0      | 0      | 36    | 17    |
| Динамо (Дрезден)      | 1996/97           | 30   | 12   | 0     | 0     | -         | -         | 0      | 0      | 30    | 12    |
| Динамо (Дрезден)      | 1997/98           | 32   | 16   | 0     | 0     | -         | -         | 4      | 2      | 36    | 18    |
| Динамо (Дрезден)      | 1998/99           | 20   | 5    | 0     | 0     | -         | -         | 3      | 0      | 23    | 5     |
| Динамо (Дрезден)      | Итого             | 82   | 33   | 0     | 0     | 0         | 0         | 7      | 2      | 89    | 35    |
| Всего за «Динамо»     | Всего за «Динамо» | 329  | 149  | 43    | 24    | 31        | 14        | 9      | 3      | 412   | 190   |
| Всего за карьеру      | Всего за карьеру  | 434  | 205  | 53    | 29    | 31        | 14        | 9      | 3      | 527   | 251   |